# Полиозеллус
Полиозеллус (лат. Polyozellus) — монотипический род грибов, принадлежащий семейству телефоровых (Thelephoraceae). Включает единственный вид — Polyozellus multiplex. Плодовое тело этого гриба представляет собой пучок узковоронковидных шляпок оттенков голубого до пурпурного цвета с бороздчатыми ножками.
Род был впервые был описан в 1899 году и имеет сложную таксономическую историю, в разное время его относили к различным семействам. Произрастает в хвойных лесах Северной Америки и восточной Азии. Обычно встречается под сосной и елью. Съедобен, и в некоторых местах является объектом сбора. Содержит биологически активное вещество полиозеллин, обладающее противоопухолевым действием.

## Название
Название рода образовано от греческих слов «поли», означающего «много», и «оз» — «ветвь». Эпитет можно перевести как «составной», он отражает особенность строения плодового тела. В английском языке гриб известен как «синяя лисичка» (англ. blue chanterelle).

## Таксономия и история описания
Впервые был описан Люсьеном Андервудом в 1899 на основании образца, собранного в лесах Маунт-Дезерт. Сначала он отнёс новый вид к роду Cantharellus, но уже тогда Андервуд отметил своеобразие гриба. В 1910 Уильям Меррил перенёс гриб в новый род Polyozellus. Он считал, что составное строение ножки является достаточным основанием для разделения с Лисичками. В 1920 году образцы полиозеллуса из коллекции грибов А. Ясуда попали в руки миколога Куртиса Гейтс Ллойда, который описал их как Phyllocarbon yasudai.
Сведений о находках представителей рода не было до 1937 года, когда они были найдены в Канаде. На следующих год, Пол Шоуп счёл введение рода Polyozellus избыточным; он указал на то, что составное плодовое тело и бороздчатая ножка присущи представителям рода Craterellus. В 1939 году, американский миколог Ли Оверхольтс в письме в журнал «Micologia» обратил внимание на выпущенную предыдущими авторами из внимания статью Кальвина Кауфмана 1925 года, делавшего фотографии и описания грибов Скалистых гор в Вайоминге и Колорадо и Каскадных гор Вашингтона и Орегона. Кауфман считал образцы крайней формой экстремальных местообитаний гриба Cantharellus clavatus (современное название Gomphus clavatus). Микологи Александр Смит и Элизабет Морзе в публикации 1947 года о Лисичках США поместили вид в секцию Plyozellus в составе рода Лисички. В качестве отличительных черт они выделили маленькие, грубые стекловидные споры и смену цвета мякоти в растворе гидроксида калия.
В 1953 году Рокуя Имадзеки принял во внимание различия в строении спор: У Лисичек не бывает округлых с бугорчатой поверхностью спор. Зато указанные черты обычны для представителей семейства Телефоровые. (Лисички принадлежат к другому семейству — Лисичковые) Другим сходством Полиозеллуса с Телефоровыми является тёмная окраска, сильный запах и наличие телефоровой кислоты, характерного для семейства красителя.
Вместе взятые эти факторы позволили Имадзеки выделить новое семейство Phylacteriaceae, однако оно не было признано другими учёными. К примеру в 1954 году Сэйити Кавамура переименовал гриб в Thelephora multiplex. По состоянию на 2009 год справочники Index Fungorum и MycoBank относили Полиозеллус к Телефоровым.

## Описание

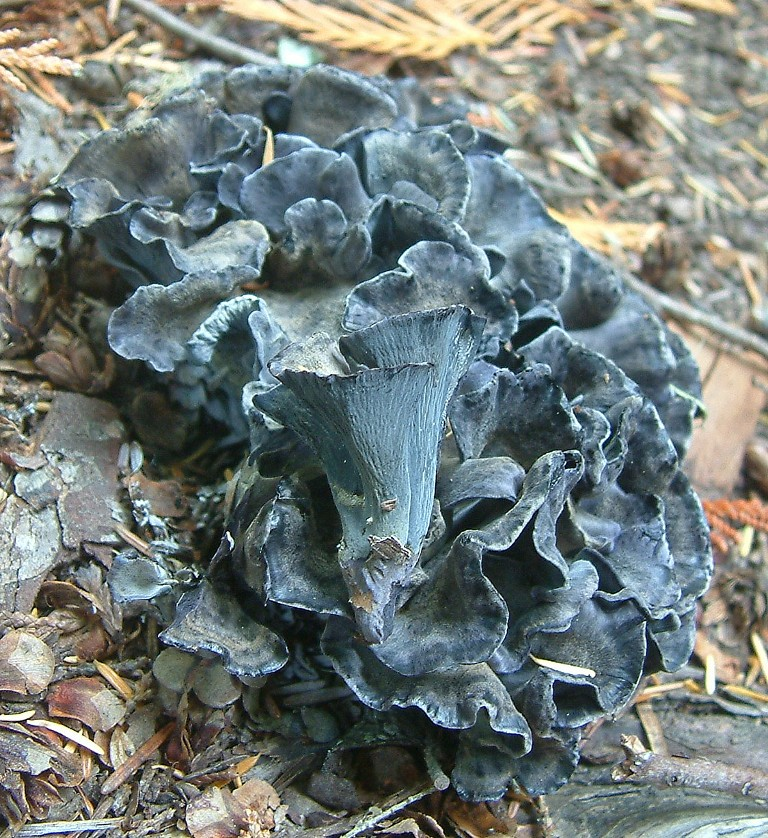
Образец, собранный в районе озера Веначи, штат Вашингтон, США

Сросшиеся у основания воронковидные плодовые тела произрастают на земле в тесных скоплениях, достигающих 1 метра в диаметре, хотя обычно размер скоплений не превышает 30 сантиметров.
Обычно отдельные шляпки имеют размеры порядка 2-5 сантиметров в ширину и почти столько же в длину, имеют фиолетово-чёрную окраску, с беловатыми краями и сизой поверхностью, обусловленной скоплением спор. Верхняя поверхность может быть покрыта концентрическими кругами, образованными опушением. Края шляпок волнистые и дольчатые и несут слой очень тонких волосков. На нижней стороне шляпки расположен гимений — генеративный орган, обычно покрытый неглубокими бороздками, такого же или более бледного цвета как и верхняя сторона шляпки. Цвет плодового тела варьирует — на Аляске встречаются черные грибы с тёмно-серой нижней стороной шляпки.
Плодовые тела достигают 15 сантиметров в высоту (с учётом ножки) и 10 сантиметров в диаметре. В исключительны случаях встречаются скопления грибов до 1 метра в диаметре. Мякоть — тёмно-фиолетовая, мягкая и ломкая. Споровый порошок — белый.

### Микроскопические характеристики
Споры округлые, покрыты маленькими бугорками. Размеры спор составляют 6-8.5 на 5.5-8 микрометров. Под микроскопом споры выглядят прозрачными. Для определения спор можно использовать химические методы: в присутствии гидроксида калия споры приобретают зеленоватую окраску.

## Экология
Гриб образуют тесные мутуалистические связи с корнями растений, однако его гифы не проникают в клетки корней. Гриб произрастает в хвойных лесах в симбиозе с пихтой и елью, чаще на больших высотах. Обычно встречается летом и осенью.
Вид достаточно трудно встретить — он распространен в северных районах и альпийском высотном поясе. Ареал разорван — находки имеются в Соединённых Штатах (В Мэне, Орегоне, Колорадо, Нью-Мексико и на Аляске), Канаде (Квебек и Британская Колумбия), Китае, Японии и Корее. На островах Острова Королевы Шарлотты имеет хозяйственное значение.

## Сходные виды
Craterellus cornucopioides имеет черноватую окраску и гладкий гимений. От Полиозеллуса отличается тонкой мякотью, трубковидной шляпкой и цветом, варьирующим от серого до чёрного. Cantharellus odoratus подобно полиозеллусу растёт в скоплениях, но отличается оранжевым цветом.
Craterellus caeruleofuscus не образует скоплений и не привязан к хвойным лесам. По форме к полиозеллусу близок Gomphus clavatus, но последний имеет более мясистое плодовое тело и цвет, варьирующий от светло-фиолетового до розового.

## Применение

### В кулинарии
Polyozellus multiplex съедобен. Обладает мягким вкусом и ароматом, хотя некоторые считают, что по вкусовым качествам уступает Craterellus. Хранится в сушёном виде. В Азии — Китае, Японии и Корее, его собирают на продажу. В Северной Америке его собирают как в рекреационных. так и в коммерческих целях.

### Биологически активные вещества

Структурная формула полиозеллина

Полиозеллин подавляет активность пролилэндопептидазы — фермента, участвующего в белковом обмене предшественника бета-амилоида. Вещества, подавляющие пролилэндопептидазу привлекают внимание учёных как потенциальные лекарственные средства. Были открыты сходные дибензолфурановые производные полиозеллина[неизвестный термин].

## Противоопухолевые свойства
Проведённые в 2003 году исследования свидетельствуют о возможность наличия подавляющего действия на рак желудка. Употребление слабой (0,5-1 %) вытяжки из плодового тела усиливало активность фермента glutathione S-transferase[неизвестный термин] и супероксиддисмутазы и повышало содержание глутатиона. Вытяжка также способствовала повышению активности белка p53. Все указанные вещества подавляют развитие рака. Дополнительные исследования, проведённые в 2004 и 2006 годах, приписывают полиозеллину противоопухолевое действие.